# Kunágota
Kunágota ist eine ungarische Gemeinde im Kreis Mezőkovácsháza im Komitat Békés.

## Geografische Lage
Kunágota liegt im südöstlichen Teil Ungarns, ungefähr zehn Kilometer westlich der Grenze zu Rumänien.

## Söhne und Töchter der Gemeinde
- Sándor Szokolay (1931–2013), Komponist
- Dénes Pócsik (1940–2004), Wasserballspieler
- Mária Ronyecz (1944–1989), Schauspielerin

## Gemeindepartnerschaft
- Șofronea, Rumänien

## Sehenswürdigkeiten
- Máté-Bereczki-Büste (Bereczki Máté-mellszobor), erschaffen 1966 von Imre Kiss
- Reformierte Kirche
- Römisch-katholische Kirche Szent Imre, erbaut 1870, Neobarock

## Verkehr
In der Gemeinde treffen die Landstraßen Nr. 4437 und Nr. 4439 aufeinander. Es besteht eine Busverbindung nach Mezőkovácsháza und Medgyesegyháza.